# Eau Bourde
L'Eau Bourde è un fiume francese che scorre nel dipartimento della Gironda, nella regione della Nuova Aquitania, ed è affluente alla riva sinistra della Garonna. La sua lunghezza è di 22,5 km.

## Geografia
L'Eau Bourde nasce a Cestas, a un'altitudine di 57 metri s.l.m., nel territorio comunale di Bègles. A partire dalla seconda metà del XIX secolo la parte a sud di Bordeaux è stata canalizzata e coperta; le paludi di Bègles sono state prosciugate da una rete di canali.
Alla sorgente, l'Eau Bourde è alimentata dall'acqua delle lagune del territorio locale e da due torrenti:
A nord l'Eau Bourde, chiamata talvolta ruisseau des Sources, sorte di sorgente ferruginosa e di fonte minerale, la grande source, valorizzata nel parco comunale di Monsalut come testimoniano i baliaggi a feudo ceduti da Roborel de Climens a Jean Nau nel 1772 e le antiche mappe catastali;
A sud numerosi torrenti si gettano nell'Eau Blanche, che passa ai piedi del borgo di Cestas fino alla località detta Fourc.
- Nel vicino comune di Gradignan, essa si divide in più rami, che corrispondono a dei canali di derivazione per i mulini. All'uscita di Gradignan, l'Eau Bourde passa a fianco degli abbondanti fontanili di Monjoux[5].
- Nel comune di Villenave-d'Ornon, a partire dal Pont-de-la-Maye, essa si divide in due rami, uno che va verso nord, l'altro verso est.

è probabile che quest'ultimo scorresse naturalmente verso le paludi di Tartifume e si gettasse nella Garonna attraverso il canale di Tartifume, ma con la costruzione della ferrovia e il prosciugamento della palude, essa forma ora la confluenza con la Garonna attraverso il canale di Franc alla località detta « Clos de Hilde », nel comune di Bègles, a 11 metri d'altitudine.
A Bègles sotto la stazione di smistamento (futura piattaforma multimodale) di Hourcade vi sono più rami: il canale di Franc, quello di Tartifume e quello di Lugan. Essi sboccano nella punta sud dell'isola di Arcins. Qui si sviluppa la Zona Industriale di Tartifume.
Il ramo che risale a nord, verso Bordeaux, è ora canalizzato e sotterraneo. Una prima ramificazione, chiamata una volta ruisseau de la Moulinette, si getta nella Garonna a livello del lungofiume Président Wilson. Più lontano, l'Eau Bourde confluisce con il ruisseau d'Ars sotto l'unione delle vie Brascassat e Carle Vernet e si divide ancora in due rami. Il primo scorre a nord fino ai piedi dell'abbaziale di Santa Croce (una volta chiamato il canale di Bègles, poi di Santa Croce), che si getta nella Garonna a livello di rue Peyronnet. L'altro ramo, detto l'Estey-Majou, che storicamente era il prolungamento naturale dell'Ars, si getta nella Garonna a sud del lungofiume di Paludate a livello della rue des Maraîchers (antica parte est della rue Carle Vernet).
Il corso di questo fiume, sotto il nome di Eau de Peyrelongue ha in effetti, fin dal Medioevo, subito delle perturbazioni antropiche importanti per l'avvicinamento della Garonna.

### Comuni e cantoni attraversati
Nel solo dipartimento della Gironda, l'Eau Bourde attraversa i sei comuni seguenti, da monte verso valle, di
Cestas (sorgente), Canéjan, Gradignan, Villenave-d'Ornon, Bègles e Bordeaux (confluenza).
In termini di cantoni, l'Eau Bourde nasce nel cantone di Pessac-1, attraversa il cantone di Pessac-2 e il cantone di Villenave-d'Ornon, confluendo nel cantone di Bordeaux-6, il tutto nell'arrondissement di Bordeaux.